# 東方地靈殿 ～ Subterranean Animism.

地靈殿ver 1.00a主選單畫面

《東方地靈殿 ～ Subterranean Animism.》是由同人組織上海愛莉絲幻樂團製作的彈幕射擊遊戲，是東方Project的第11作。

## 概要
本作是東方Project的第11作，也是Windows平台上的第六作。本作的開發情報最初在2007年10月16日於作者ZUN的網誌「博麗幻想書譜」有所暗示，其後在2008年5月1日表明了本作的標題。
本作的系統有不少都是承繼了前作的，但也有些是以之前的各作品為基礎改變而成的。自機的選擇和前作《東方風神錄 ～ Mountain of Faith.》一樣，都是博麗靈夢及霧雨魔理沙，不過武器選擇則變為支援角色的形式，2名自機角色分別都有3名支援角色，總其有6種自機與支援角色的組合。遊戲模式則是4種難度，全部6關，達成一定條件後可以開放Extra模式挑戰。

## 故事
在下著雪的冬季裏，博麗神社經過修復之後，從倒塌了的狀態中回復過來。不久有一天，博麗神社附近突然有泉水噴出。受此影響，博麗神社的參拜客增加。可是，正當靈夢為此感如欣喜之時，卻發現到泉水那邊有怨靈湧出。靈夢感到非常驚慌，不過見那些與泉水一起出來的地靈也對她沒有甚麼問題，所以靈夢繼續享受溫泉。另一邊廂，紅魔館裏的帕秋莉‧諾雷姬看見地底下的妖怪和地靈來到地上，感覺事態嚴重，與八雲紫相討形勢。在不直接以妖怪之身干涉地底事情的情況下，妖怪們委託靈夢及魔理沙進入地底，而她們則留在地上對兩人作出支援。

## 遊戲系統

《東方地靈殿》遊戲畫面，其中左下角為本作特有的「通信強度」。

本作的基本系統主要都是繼承前作《風神錄》的。本項主要說明從前作到本作的變更以及本作的固有系統。

### 前作到本作的主要變更
自機
正如前述，自機的角色選擇與前作相同，但武器選擇則變為支援角色的選擇。不同的支援角色會影響自機的射擊、靈擊，更會帶來不同的特殊能力。此外，不同的支援角色選擇都能引發不同的故事結局。
裝備
與前作一樣，提升Power值可以增加自機的「裝備」數量以強化射擊威力。不同的是Power的最高值變成了4.00，即是說裝備的數量最多只有4個。
Bomb（遠隔靈擊）
本作的Bomb被稱為「遠隔靈擊」（遠隔霊撃）。設定上為地上的支援人物作出的支援靈擊，不同的支援角色的靈擊效果也不一樣。
道具自動蒐集
除了將自機移動到畫面上方即可引發外，本作還可以透過將「通信強度」（後述）提升至全滿而發動。
擦彈
本作中擦彈可使通信強度上升。另外，前作取消了的擦彈次數（Graze）計算，則在本作恢復了。

### 通信強度、得分最大值
本作有著「通信強度」（交信通度）與「得分最大值」兩種計算值存在。取得點道具時，此兩種數值相乘的積即為可得的分數。
通信強度
通信強度是在畫面左下角與數字一同顯示的一個像手提電話訊號顯示的計量。通信強度在自機移動到道具自動蒐集的界線上時會增至全滿，而在擦彈時也會上計。通信強度的最小值為0.00，最大值為1.00。另外，當Graze的次數每增加100時，通信強度的最大值和最小值都會增加0.01點。通信強度會在離開道具自動蒐集界線或沒有擦彈時開始下降，同時若果是持續擦彈了一段時間的話，當停止擦彈時，通信強度在短時間內也不會下跌。
得分最大值
本作中，取得點道具時的得分最大值會與通信強度一起在畫面左下角中顯示。此值的初始值在不同難度之下都會不同，Easy為25000、Normal為50000、Hard為100000、Lunatic為200000，至於在Extra模式時則為200000。此數值會在自機Miss時下降回初始值。

### 固有道具
得分最大值道具
可增加得分最大值的道具，分為大型、小型與超小型三種。大型的可增加100點，能在擊破敵機時取得，其模型與前作的大型信仰點一樣；小型的可增加10點，是當自機的Power值全滿時代替P道具出現的，模型與前作的小型信仰點一樣；超小型的則是由敵彈變成的，每取得100個可增加得分最大值10點，模型與前作的超小型信仰點一樣。
殘機碎片
每收集5個即可增加1個殘機。此道具可在中頭目戰或頭目戰時，在沒有Miss之下削去對方的耐久值後取得。

## 自機介紹

### 博麗 靈夢
與一向以來的作品一樣，仍然是重視安定性的易用角色，適合初级、中级玩家使用。
特徵
- 被彈判定較小
- 移動速度較為慢

#### 支援角色
分別是八雲紫、伊吹萃香、射命丸文三人。
八雲 紫（八雲 紫，Yakumo Yukari）
- 裝備類型：圍繞裝備（ローリングオプション）
- 射擊：「頂門紫針」（「頂門紫針」）
- 遠隔靈擊：「非常識的裏側」（「非常識の裏側」）
- 支援特技：可從畫面的一邊攻擊畫面的另一邊，從畫面的一邊移動到畫面的另一邊
- 介紹：裝備會繞自機周圍旋轉，向正上方發射名為「頂門紫針」的彈幕攻擊。性能與前作靈夢的前方集中攻擊裝備相近，高速移動時裝備分散，而低速移動時裝備收緊。裝備能夠移動左右側畫面外時於畫面另一邊出現攻擊。當放開射擊鍵，在左右畫面邊緣對邊緣方向連次2次方向鍵便能作瞬間移動轉移到畫面另一邊。遠隔靈擊可使自機失去被彈判定，餘下擦彈判定，並且在持續時間結束時消除畫面上的敵彈並對畫面上的敵人造成傷害。

伊吹 萃香（いぶき すいか，Ibuki Suika）
- 裝備類型：左右配置裝備（左右配置オプション）
- 射擊：「鬼神燐火術」（「鬼神燐火術」）
- 遠隔靈擊：「萃靈花」（「萃霊花」）
- 支援特技：自動回收所有道具
- 介紹：裝備會在高速移動配置在自機左右方，或在低速移動時配置在自機前方，發射有貫通和少許追蹤能力的「鬼神燐火術」彈。遠隔靈擊會在自機周圍產生結界，當敵彈進入結界範圍時，會變成追蹤彈攻擊敵人，但本身沒有傷害能力。支援特技在自機把所有操作鍵放開時會發動，自動回收畫面上所有道具，但要注意的是此特技並不會使通信強度增加，無法直接提高取得點道具時的得分。

射命丸 文（射命丸 文，Shameimaru Aya）
- 裝備類型：指定方向裝備（方向指定オプション）
- 射擊：「深山颪」（「深山颪」）
- 遠隔靈擊：「鴉之闇」（「鴉の闇」）
- 支援特技：可作超高速移動
- 介紹：裝備會隔自機的移動改變方向，並對指定的方向發射名為「深山颪」的彈幕。至於方向的指定與《永夜抄》的妖夢單體相似，在高速移動時裝備會跟隨自機移動的方向作出調較，而在低速移動時裝備則會固定在轉入低速前的方向。遠隔靈擊是對自身周圍的敵人攻擊並消除敵彈，而特殊能力則是在自機沒有射擊和低速移動時，可進行比高速移動更快的超高速移動。

### 霧雨 魔理沙
一如以往也是有著獨特特性的角色，較適合中级、高级玩家使用。
特徵
- 較易取得道具
- 移動速度較快

#### 支援角色
分別是愛莉絲·瑪嘉托洛伊德、帕秋莉·諾雷姬、河城 荷取三人。
愛莉絲·瑪嘉托洛伊德（アリス·マーガトロイド，Alice Margatroid）
- 裝備類型：人偶裝備（人形オプション）
- 射擊：「彩虹之絲」（「レインボーワイヤー」）
- 遠隔靈擊：「遠隔犧牲品」（「リモートサクリファイス」）
- 支援特技：Power最高值變為8.00
- 介紹：裝備會在自機後方配置，發射名為「彩虹之絲」的彈幕。射擊的方向在高速移動時會集中於前方，而在低速移動時會擴散。遠隔靈擊是將人偶配置在前方向正上方發射光束攻擊，若敵人接近人偶的位置，受到的傷害會更加大。由於Power的最大值為8.00，所以一次過最多可使用的靈擊次數也變為8次。取得P道具時所增加的Power值和其他角色會有所不同。

帕秋莉·諾雷姬（パチュリー·ノーレッジ，Patchouli Knowledge）
- 裝備類型：五種配置（五種類の配置）
  - 火符：前方集中配置（前方集中配置）
  - 水符：前方廣範圍配置（前方広範囲配置）
  - 木符：斜向攻擊配置（斜め攻撃配置）
  - 金符：左右攻擊配置（左右攻撃配置）
  - 土符：後方攻擊配置（後方攻撃配置）
- 射擊：「全方位射擊」（「エブリアングルショット」）
- 遠隔靈擊：「五行」（「ファイブシーズン」）
- 支援特技：切換裝備配置
- 介紹：當同時按下低速移動鍵（預設為Shift鍵）和射擊鍵（預設為Z鍵）時可切換裝備的配置。火符會在自機左右配置往上方集中攻擊。水符會在自機後方配置作廣角射擊。木符會在自機前方左右傾斜45°射擊。金符會在自機上下方對左右同時攻擊。土符會在射擊後方對下方集中攻擊。高速移動和低速移動對裝備的配置沒有影響。遠隔靈擊會在自機周圍出現五個環攻擊，威力高但範圍小。

河城 荷取（或译作河城 似鳥）（河城 にとり，Kawashiro Nitori）
- 裝備類型：後方配置（後方配置）
- 射擊：「空中魚雷」（「空中魚雷」）
- 遠隔靈擊：「光學迷彩」（「オプティカルカモフラージュ」）
- 支援特技：使用靈擊時若沒有被擊中的話，仍能獲得符卡
- 介紹：裝備配置在自機後方，對正上方發射會慢慢加速的「空中魚雷」飛彈攻擊。遠隔靈擊會展開一個結界，結界持續時間內自身被擊中的話結界會消失，消除畫面上的敵彈並對敵人造成傷害。若發動靈擊後直至結束前也沒有被彈的話，則會回復0.5點Power值，並且仍能取得符卡。

## 頭目角色

### 琪斯美
，Kisume
種族：釣瓶妖
能力：降下鬼火的能力
別名：
- 　可怖的井中怪（《地靈殿》）
- 　秋日的食人妖（《DS文花帖》）

住處：幻想鄉風穴
登場：《地靈殿》第一關中頭目
暗夜裡走在路上時會從正上方掉下、撞在頭頂上的恐怖妖怪。
平時都會呆在洞窟或是水井中。喜愛狹窄的地方，是種經常待在桶中的內向妖怪。
因為釣瓶落本身就是一種會吃人的妖怪，DS文花帖推測她的性情應該很兇暴。

### 黑谷 山女
，Kurodani Yamame
種族：土蜘蛛
能力：操縱疾病（主要是傳染病）的能力
別名：
- 　黑暗洞窟的明亮之網（《地靈殿》）
- 　悄悄逼近的恐怖之氣（《DS文花帖》）

住處：幻想鄉風穴
登場：
- 《地靈殿》第一關頭目
- 《心綺樓》觀眾
- 《剛欲異聞》敵機

主題曲：　被封閉的妖怪 ～ Lost Place
在舊都和洞窟底層活動的妖怪。不擅長與人類作戰。有著明顯好戰的性格。雖然受到見過其能力的人的厭惡，但本人並不會隨便讓對方染病。
是容易溝通且開朗坦然的妖怪，在地下妖怪之中很有人氣。
文花帖有提到，土蜘蛛在土木工程和建築學上是專家，基本上天狗、鬼需要的重大工程都會交給她。土蜘蛛的蜘蛛絲非常強韌。

### 水橋 帕露希
，Mizuhashi Parsee
種族：橋姬
能力：操縱嫉妒心的能力
別名：
- 　地殼底下的嫉妒心（《地靈殿》）
- 　綠色眼睛的怪物（《DS文花帖》）

住處：舊都
登場：
- 《地靈殿》第二關頭目
- 《心綺樓》觀眾

主題曲：　綠眼的嫉妒
連接地上與地下通道管理者之守護神。金髮、綠眼的妖怪。平時她會守望著他人由地上世界平安的抵達地下世界，再由地下世界回到地上世界。但是，她的嫉妒心很強，遇見那些看來很快樂的人時就很不爽，並會跑去搗亂。嫉妒生成更多嫉妒，當她因嫉妒所瘋狂的同時、也會煽動他人的嫉妒心。
萃香非常鄙視她的能力，羞辱她是被忌妒心驅使的妖怪。
橋姬的力量來自於人類的嫉妒心，人類的嫉妒心會成為她的餌食，橋姬的力量便隨之增強，這點和神明非常相像（有點類似信仰心）。對人類還蠻親切的，個性也很開朗，但心底層面是很複雜的，她可能會在私底下偷偷咒罵，自此同時也會煽動人類的嫉妒心。基本上沒什麼危險的妖怪，只是能力很討人厭。

### 星熊 勇儀
，Hoshiguma Yuugi
種族：鬼
能力：擁有怪力亂神中「力」的能力
別名：
- 　被談論的怪力亂神（《地靈殿》）
- 　破滅的金剛力（《DS文花帖》）

住處：舊都
登場：
- 《地靈殿》第三關頭目
- 《心綺樓》觀眾，及結局
- 《茨歌仙》第十六話
- 《剛欲異聞》敵機

主題曲：　大江山的花之酒宴
和萃香同樣被稱為山之四天王的其中之一的鬼。現在居住於古都。四天王代表「怪」、「力」、「亂」、「神」，而她就是「力」的代表。
解決問題完全是靠力量解決；根據《地靈殿》的對話，對於誇大能力而隨便與她戰鬥的人，會將對手置於死地，但不會說謊（鬼的特性）。而她對於力量強大的對手是會非常尊敬而喜歡的。由於已經安於地下的生活，對於過去被人所占領的地方已經毫無眷戀。
和萃香一樣喜歡喝酒，原型是酒吞童子身旁的手下，星熊童子。專屬的酒器為「星熊盅」，可以讓低品質的粗酒變成純米大吟釀級的清酒，缺點是優化的酒容易變質，因此要趁新鮮喝。在戰鬥的時候，自行遵守著戰鬥時不讓酒盅裡任何一滴酒白流的規則，也和一般的鬼一樣怕炒過的大豆。
偶爾會出現在地面上，另外經過溫泉異變後就時常和萃香聯絡。和茨木華扇是舊識，幫過她準備宴會用的酒，但也和萃香洩漏了茨木華扇的秘密。

### 古明地 覺
，Komeiji Satori
種族：覺
能力：有讀心術的能力
別名：
- 　連怨靈也為之所懼的少女（《地靈殿》）
- 　大家的心病（《DS文花帖》）

住處：地靈殿
登場：
- 《地靈殿》第四關頭目
- 《心綺樓》觀眾
- 《深秘錄》古明地戀路線結局

主題曲：　少女覺 ～ 3rd eye
地靈殿的主人。建立地靈殿管理灼熱地獄遺跡上的怨靈並居住在裡面。
胸前有類似心臟的「覺之瞳」，即是自身不願意，它也會將對方的內心讀出來。
由於她懂讀心術，無論哪種妖怪、怨靈都懼怕著她，因此地靈殿很少有妖怪進出；而這種能力因為可以讀出無法言語的動物的心，所以受到了動物們的喜愛（以火焰貓和地獄鴉為主），而地靈殿中也養了許多動物，也因為大量的動物居住在裡面造成覺在管理上的困難，現在工作都是交給動物進行的。跟在她身旁的動物力量會漸漸強大，最後會變成妖怪。但可憐的是，寵物化為妖怪後，便不會再接近覺。
表情變化不多，但常常直接把別人的心聲講出來，所以根本沒辦法對她說謊。如果不是靈夢硬闖的話，個性還蠻親切的，紫似乎知道覺是有一定危險性的妖怪。
對噴泉和怨靈的異變毫不知情，也完全信任身為其寵物的燐和空。
讀心術的對象幾乎無所限制，但距離太遠的話就讀不出來。因為會讀心術，因此連彈幕都能夠複製。
雖然是日本的妖怪，但作者在歌曲說明中說道，訂定角色時盡量避免將她和地靈殿偏近和風，而地靈殿也意外的是間洋房。

### 火焰貓 燐
，Kaenbyou Rin
種族：火車、猫又
能力：帶走死人的能力，操縱怨靈
別名：
- 　地獄的車禍（《地靈殿》）
- 　屍體之旅的導遊（《DS文花帖》）

住處：地靈殿
登場：
- 《地靈殿》第四、第六關中頭目，第五關頭目
- 《心綺樓》觀眾

主題曲：　屍體旅行 ～ Be of good cheer!
真名是火焰貓 燐，由於她本人不喜歡這樣長的名字，所以叫別人稱自己為阿燐（お燐）。
覺的寵物貓，空的摯友。特徵是紅髮雙辮子的叉尾貓，周圍總是纏繞著怨靈。由於能說善辯，能夠與屍體和靈體對話而被覺指派管理灼熱地獄遺跡，主要的工作是將屍體拖運並送到灼熱地獄中。生前做盡惡事的人死後會被牠拖走，而被她拖走屍體的幽靈一定會變成怨靈（雖然怨靈不再像以前一樣丟入灼熱地獄）。無論在哪裡看到屍體就會衝動地將屍體拖走，即使是在工作範圍外。此外燐是處理屍體的專家，擅長對付屍體，也能聽得懂死而復生的屍體（宮古芳香）的語言。
因為發現空獲得了不正常的能力以及她的野心而擔心著，在覺不知道的情況下用了禁斷之術將怨靈送到地面上，藉此向地上的妖怪求助。全作之中第三位會以「あたい」稱呼自己的角色。
全系列官方作品唯一有配音的角色（就是出现前的猫叫声），配音员为一只猫。

### 靈烏路 空
，Reiuji Utsuho
種族：地獄鴉、八咫烏
能力：操控核融合的能力
別名：
- 　難以駕馭的神之火（《地靈殿》）
- 　地底的太陽（《DS文花帖》）

住處：地靈殿
登場
- 《地靈殿》第六關（最終）頭目
- 《非想天則》早苗路線第四關頭目、琪露諾路線第四關頭目，也是可用角色
- 《心綺樓》觀眾
- 《剛欲異聞》敵機

主題曲：　神奇智慧的太陽信仰 ～ Nuclear Fusion
愛稱「阿空（おくう）」。覺所豢養的地獄鴉，以啃食屍體上的腐肉維生。在灼熱地獄遺跡裡進行調控火力的工作。火力不足時丟入燐運來的屍體，而火力太大時打開地靈殿中庭的天窗控制火焰。
成為守矢神社「河童能量產業革命」的一部分，植入了八咫鳥的力量而獲得了太陽的力量。在神奈子告知要將這種「人類能夠獲得的最後一種能量」帶到地上後，要將地獄之火帶到地上，讓地面成為灼熱地獄的一部分的人野心。
八咫鳥附身的空的樣貌與一般的地獄鴉不一樣：左腳為「分解之足」，右腳為「融合之足」，右手則是操控這兩種能力的「第三足」，長得像單臂大砲（或者可以說長得像洛克人），翅膀上披了類似星空圖案的披肩。而她就是藉此控制核融合，而且使灼熱地獄的溫度回升。每次她使用了這種能力，剩餘的能量就會以間歇泉的形式在地面上散發出來。因为其操控核融合的能力与核武器的原理相同，因此她经常会被玩家称为“核弹娘”。
順帶一提，因為她有勇無謀加上超乎常人的笨蛋行徑，是繼琪露諾後第二個被作者冠上「笨蛋」的角色（因為烏鴉的腦袋本來就很小）。
彈幕主要以核爆和太陽為主題，發動符卡時會有類似警報器的特殊音效。

### 東風谷 早苗
，Kochiya Sanae
種族：現人神
能力：引發奇蹟的力量
住處：守矢神社
登場：《地靈殿》EX關中頭目
Extra中頭目。看見靈夢們來到守矢神社，於是就展開了對決。

### 古明地 戀
，Komeiji Koishi
種族：覺
能力：操控無意識的能力
別名：
- 　封閉的戀之眼（《地靈殿》）
- 　什麼都沒在想的人（《DS文花帖》）
- 　空想上的人格保持者（《心綺樓》）
- 　本怖！就在你的身後（《深秘錄》）

住處：地靈殿
登場：
- 《地靈殿》EX關頭目
- 《心綺樓》、《深秘錄》、《憑依華》可用角色

主題曲：　愛德華·馮·哈特曼的妖怪少女
覺的妹妹，有天然呆的特性。一樣與覺擁有讀心的「覺之瞳」，但是因為熟知人討厭這種能力而封閉自己的讀心能力，同時也將自己的心封閉起來，連覺都無法讀取。平時在地上與地靈殿間無目的的遊蕩，覺為了改善這種狀況，也讓戀養了些寵物。
因為得知了空從山上的神祇獲得了強大的力量而到守矢神社求取同等的力量，在途中得知靈夢和魔理沙就是打敗覺、燐和空的人後，與她們展開了彈幕戰。
雖然其實自身的讀心能力並沒有消失，但是讀取的內容會被寫入潛意識而隱沒。而本人也是在潛意識下行動，無法讓人察覺到她妖怪的存在，連天狗警備隊和河童都察覺不出來她進入妖怪山。
對話中能隱約知道，她的性情似乎比姐姐殘忍。因為所有的舉動都是無意識下產生的，因此既不知道做過什麼、也不知道未來要做些什麼。白蓮稱作這是禪道「空」的境界，極力拉攏她到命蓮寺。
從以前就經常在地面上出現，但因為本身的能力，即使看到她只要注意力分散很快就會忘掉她。其實也有很多地底的妖怪對於戀的現狀感到很自責。
彈幕的主題是潛意識用語和「薔薇」。

## 關卡流程
| 關卡   | 關卡主題名稱 | 中文譯名             | 地點               | 中頭目            | 頭目        |
| ------ | ------------ | -------------------- | ------------------ | ----------------- | ----------- |
| 第一關 |              | 從忘恩之地吹來的風   | 幻想風穴（幻想風穴）       | 琪斯美            | 黑谷 山女   |
| 第二關 |              | 連接地上與過去的深道 | 地獄的深道（地獄の深道）     | 水橋 帕魯希       | 水橋 帕魯希 |
| 第三關 |              | 被遺忘的雪之舊都     | 舊地獄街道（旧地獄街道）     | 星熊 勇儀         | 星熊 勇儀   |
| 第四關 |              | 誰也不喜歡的恐怖之眼 | 地靈殿（地霊殿）         | 火焰貓 燐（貓形） | 古明地 覺   |
| 第五關 |              | 過去的業火           | 灼熱地獄跡（灼熱地獄跡）     | 火焰貓 燐（貓形） | 火焰貓 燐   |
| 最終關 |              | 狂野的第二個太陽     | 地底都市最深處（地底都市最深部） | 火焰貓 燐         | 靈烏路 空   |
| Extra  |              | 地獄的可愛訪客       | 守矢神社（守矢神社）       | 東風谷 早苗       | 古明地 戀   |

## 附註
1. ↑  2007年10月16日 （页面存档备份，存于）　博麗幻想書譜
2. ↑  2008年5月1日 （页面存档备份，存于）　博麗幻想書譜
3. 1 2 3  资料出处为该游戏附带的（角色设定.txt）。
4. ↑  東方求聞口授 P.157
5. ↑  出现于空的核辐射警告右上叶中

## 外部連結
- 東方地靈殿 官方網頁 （页面存档备份，存于）